# 圣克拉尔
圣克拉尔（法語：Saint-Clar，法語發音：[sɛ̃ klaʁ]）是法国热尔省的一个市镇，属于孔东区。

## 地理
圣克拉尔（43°53'31"N, 0°46'12"E）面积17.91 平方千米，位于法国奧克西塔尼大區热尔省，该省份为法国西南部内陆省份，北起顺时针与洛特-加龙省、塔恩-加龙省、上加龙省、上比利牛斯省、大西洋比利牛斯省和朗德省接壤。
与圣克拉尔接壤的市镇（或旧市镇、城区）包括：阿沃藏、卡斯泰尔诺-达尔比约、利勒布宗、莱克图尔、马尼亚、莫鲁、圣克雷阿克、圣莱奥纳尔、于尔当。

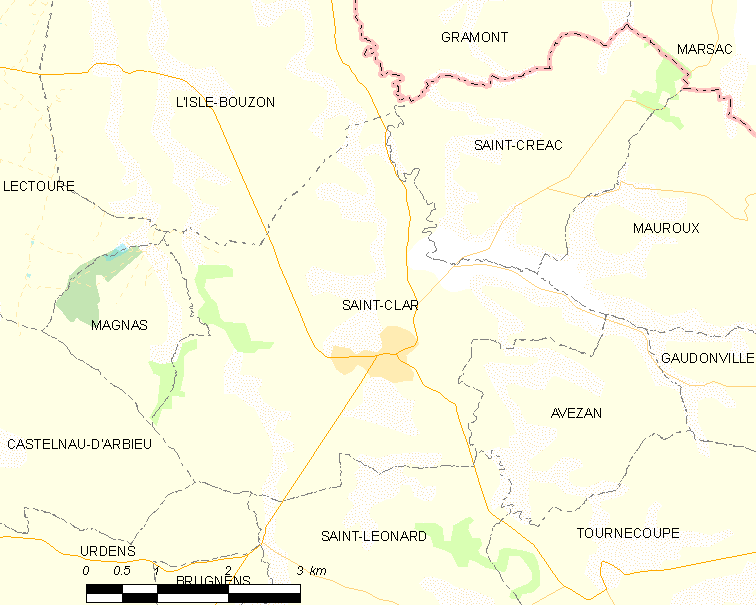
圣克拉尔的OSM定位图

圣克拉尔的时区为UTC+01:00、UTC+02:00（夏令时）。

## 行政
圣克拉尔的邮政编码为32380，INSEE市镇编码为32370。

## 政治
圣克拉尔所属的省级选区为弗勒朗斯-洛马涅县。

## 人口

1962-2008年间圣克拉尔人口变化图示

圣克拉尔于2022年1月1日时的人口数量为1052人。

## 友好城市
- 法國 格吕桑